# آن پرسلی
آن پرسلی (انگلیسی: Anne Pressly؛ ۲۸ اوت ۱۹۸۲ – ۲۵ اکتبر ۲۰۰۸) یک هنرپیشه، و خبرنگار اهل ایالات متحده آمریکا بود.